# Christian Lundgaard
Christian Lundgaard (Hedensted, 23 de julho de 2001) é um automobilista dinamarquês que atualmente disputa a IndyCar Series pela equipe Arrow McLaren. Ele estreou na categoria em 2021 pela Rahal Letterman Lanigan Racing. Foi o Rookie do ano em 2022, e em 2023, se tornou o primeiro dinamarquês a vencer na IndyCar após ganhar a prova em Toronto. Anteriormente, teve passagens pela Fórmula 2, Fórmula 3, GP3 Series e Fórmula Renault. Venceu a SMP Fórmula 4 e a Fórmula 4 Espanhola em 2017. Foi membro da Renault Sport Academy de 2017 a 2020 e da Alpine Academy de 2021 a 2022.

## Biografia
Christian Lundgaard é filho de Henrik Lundgaard, campeão europeu de rali em 2000, e de Lotte Lundgaard, que correu de motocross. Seu irmão mais velho, Daniel Lundgaard, correu com ele na Fórmula 4 Dinamarquesa, e atualmente, desenha seus capacetes.

## Carreira

### Kart
Lundgaard começou a correr profissionalmente no kart em 2012, participando de diversos campeonatos regionais e sendo campeão europeu em 2015.

### Fórmula 4
Em 2017, Lundgaard fez sua estreia em monopostos aos 15 anos, nos campeonatos SMP F4 e na Fórmula 4 Espanhola com a MP Motorsport, além de ter feito uma rodada da Fórmula 4 Dinamarquesa na equipe de seu pai Henrik, a Lundgaard Racing. Nesse campeonato local, Christian foi companheiro de seu irmão Daniel, e os dois compartilharam o pódio na corrida 3 em Djursland, com Christian em segundo e Daniel, que viria a ser campeão da temporada, em primeiro.
No SMP F4, Christian Lundgaard obteve dez vitórias, sete pole positions, dez voltas mais rápidas e 14 pódios em 21 provas, conquistando o campeonato com uma rodada de antecedência, somando 292 pontos e superando o vice-campeão Bent Viscaal por 74 pontos. No Campeonato Espanhol de Fórmula 4, Lundgaard fez dezessete pódios em vinte provas e venceu seis corridas, incluindo todas as corridas em Aragón, para se tornar campeão na última rodada em Estoril, somando 330 pontos e novamente superando Viscaal, agora por 64 pontos de diferença.

### Fórmula Renault
Em 2018, Lundgaard continuou seu relacionamento com a MP Motorsport e participou com a equipe na Copa da Europa do Norte de Fórmula Renault 2.0 e na Eurocopa de Fórmula Renault. Neste último, Lundgaard conquistou quatro pole positions, três voltas mais rápidas e 10 pódios, entre os quais conquistou quatro vitórias. Lundgaard terminou em segundo no campeonato, atrás de seu companheiro de equipe na Renault Sport Academy, Max Fewtrell.

### GP3 Series
Em junho de 2018, Lundgaard ingressou na equipe MP Motorsport para a disputa da segunda rodada da temporada de 2018 da GP3 Series em Paul Ricard, substituindo Will Palmer. Não pontuou nas duas corridas em Paul Ricard e acabou substituído por Devlin DeFrancesco pelo restante da temporada. Encerrou a última temporada da GP3 em 23º, superando apenas Sacha Fenestraz, Palmer e Jehan Daruvala. Em dezembro, ele voltou para o teste final de pós-temporada, pilotando para a ART Grand Prix.

### Fórmula 3

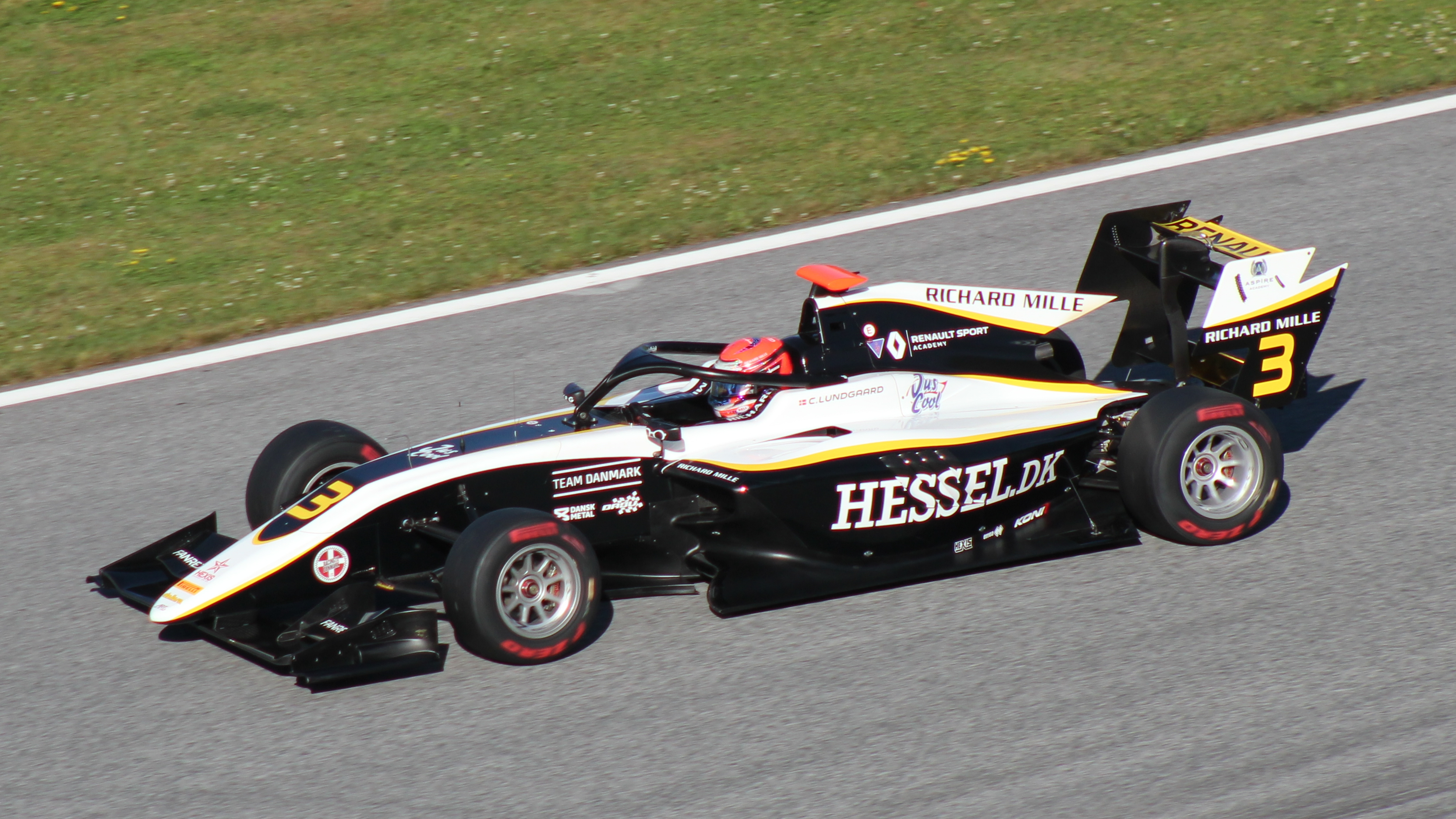
Lundgaard no Red Bull Ring em 2019

Em janeiro de 2019, Lundgaard foi contratado pela equipe ART Grand Prix para a disputa da temporada inaugural do Campeonato de Fórmula 3 da FIA, sendo companheiro de Max Fewtrell e David Beckmann. Lundgaard teve dois pódios: o primeiro foi na corrida de abertura da temporada em Barcelona, que teria sido uma vitória, mas o dinamarquês foi punido e acabou em segundo lugar, e o outro foi uma vitória na corrida 1 de Hungaroring, prova na qual ele também fez a melhor volta. Ao todo, ele pontuou em oito etapas, fechando sua única temporada na F3 como o sexto colocado e com 97 pontos, um a menos do que Pedro Piquet, o quinto. Os resultados de Lundgaard o colocaram como o melhor piloto da ART no ano.

### Fórmula 2
Em novembro de de 2019, foi anunciado que Lundgaard participaria da final do Campeonato de Fórmula 2 da FIA, realizada em Yas Marina, com a equipe Trident. Ele continuou com sua colaboração com a ART Grand Prix para a disputa da temporada de 2020, sendo companheiro de Marcus Armstrong. Lundgaard teve sua primeira vitória na corrida 2 da segunda rodada no Red Bull Ring, vencendo novamente na corrida 2 em Mugello, tendo feito a sua primeira pole nesse mesmo circuito. Fez mais quatro pódios e encerrou sua temporada de estreia na F2 em sexto, com 149 pontos, 5,5 a mais do que Guanyu Zhou. Lundgaard mais uma vez superou seu companheiro de equipe, que ficou sete posições abaixo dele e fez quase um terço de seus pontos.
Lundgaard seguiu com a ART para 2021, agora ao lado do estreante francês Théo Pourchaire, que tinha brigado pelo título da F3 no ano anterior. O dinamarquês não teve nenhuma vitória nessa temporada, seu melhor resultado foi um segundo lugar na corrida 2 em Sakhir, e ele ainda teve mais dois terceiros lugares na corrida 1 de Silverstone e na corrida 1 de Monza. Foi apenas o 12º colocado, com 50 pontos, apenas um de vantagem sobre Armstrong. No duelo interno com Pourchaire, o dinamarquês foi derrotado, tendo ficado sete posições abaixo do francês e somado quase um terço de seus pontos.
Lundgaard não seguiu na F2 para 2022, tendo afirmado anteriormente que ele precisaria "de um pai rico" para ter uma terceira chance, e que se ele não entregasse bons resultados, estaria fora.

### Fórmula 1
Em março de 2017, Lundgaard foi confirmado para participar da Renault Sport Academy, o programa de jovens pilotos da equipe Renault de Fórmula 1. Sua primeira experiência em um carro de Fórmula 1 foi durante um teste privado em 2019, no qual ele pilotou o Renault R.S.17 em Hungaroring. O dinamarquês voltou a conduzir esse carro durante os testes de Jerez em novembro.
Em outubro de 2020, Lundgaard e seu colega da academia Guanyu Zhou testaram o Renault R.S.18 no Circuito Internacional do Barém, com o dinamarquês declarando que se sentiu "confortável imediatamente em sua primeira corrida". Nesse ano, Christian viveu a expectativa de ser escolhido para estrear na F1, com a imprensa especulando que ele seria o substituto de Daniel Ricciardo. Sobre essa situação, Lundgaard declarou que a decisão não estava nas mãos dele, e que tudo dependeria do que o australiano viria a decidir. Ricciardo assinou com a McLaren ao final daquele ano, mas a Renault optou por repatriar Fernando Alonso, em vez de promover Lundgaard ou outro membro de seu programa de jovens pilotos.
Lundgaard seguiu na academia quando a Renault foi renomeada para Alpine, e consequentemente, a Renault Sport Academy se tornou a Alpine Academy. Ele se tornou piloto de simulador para a equipe francesa em 2021, e em junho, testou o R.S.18 em Silverstone, completando mais de cem voltas. Lundgaard deixou a Alpine Academy em 2022, para se concentrar em sua carreira na IndyCar, e posteriormente, afirmou que os carros da F1 eram mais fáceis de guiar que os da Indy.

### IndyCar Series

#### Rahal Letterman Lanigan

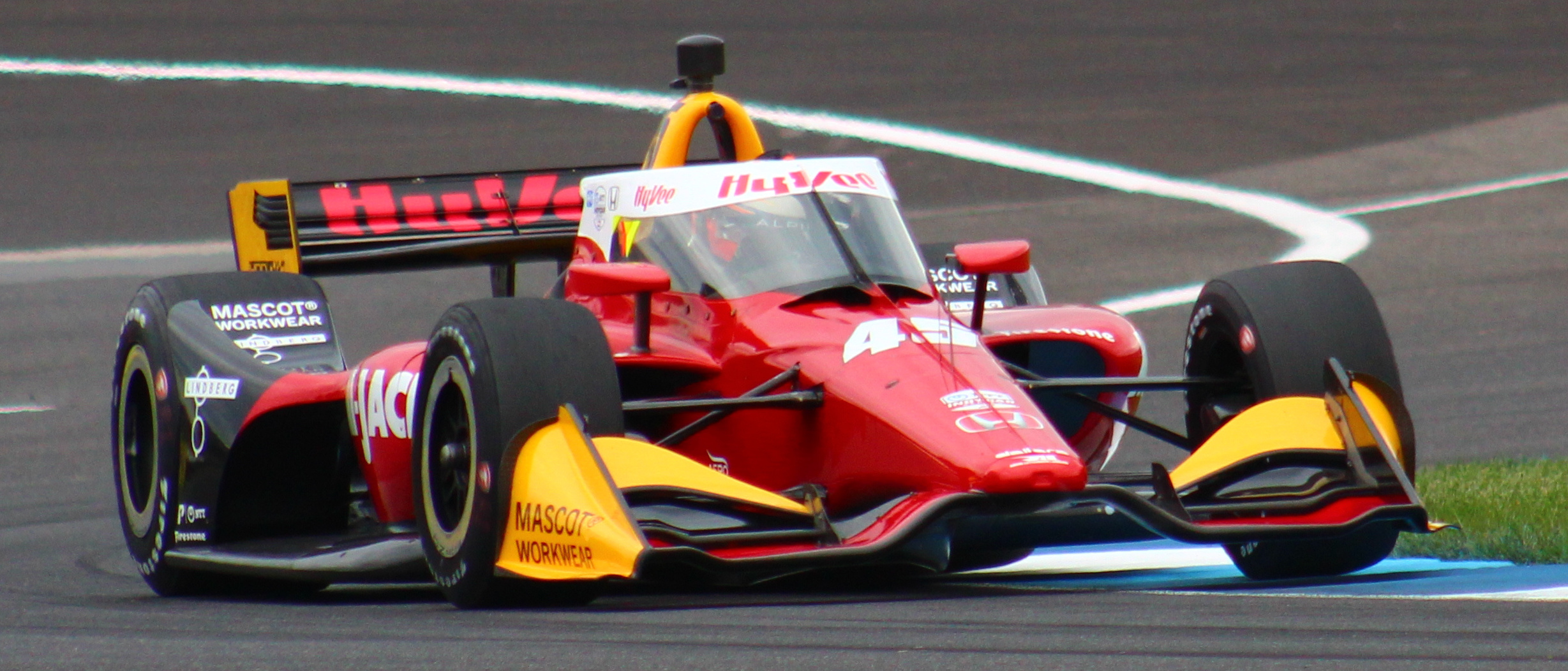
Lundgaard em 2021

Após testar no Barber Motorsports Park com a Rahal Letterman Lanigan Racing em julho de 2021, Lundgaard foi chamado por esta equipe para correr na prova de Indianápolis da IndyCar Series, pilotando o carro de nº 45, e terminando em décimo segundo. Seu resultado causou boa impressão na equipe, e o próprio piloto teceu elogios à categoria, afirmando que a IndyCar atual era o que a Fórmula 1 tinha sido antes dele nascer.
Assim, em 1 de dezembro de 2021, foi anunciado que Lundgaard havia sido contratado pela Rahal Letterman Lanigan para competir na IndyCar Series em 2022. Dessa vez, ele pilotou o carro nº 30 e correu ao lado de Graham Rahal e de Jack Harvey. O dinamarquês se destacou na 13ª rodada em Indianápolis, na qual obteve seu primeiro pódio, um segundo lugar. Além dessa, Lundgaard teve outras seis aparições no Top-10, chegando a liderar nas corridas de Road America e Portland. Com 323 pontos, Lundgaard foi o décimo quarto colocado e o melhor estreante de 2022. No duelo interno da RLL, Lundgaard ficou três posições abaixo de Rahal, que somou vinte e dois pontos a mais, no entanto, o dinamarquês ficou oito posições acima de Harvey, que fez 114 pontos a menos.

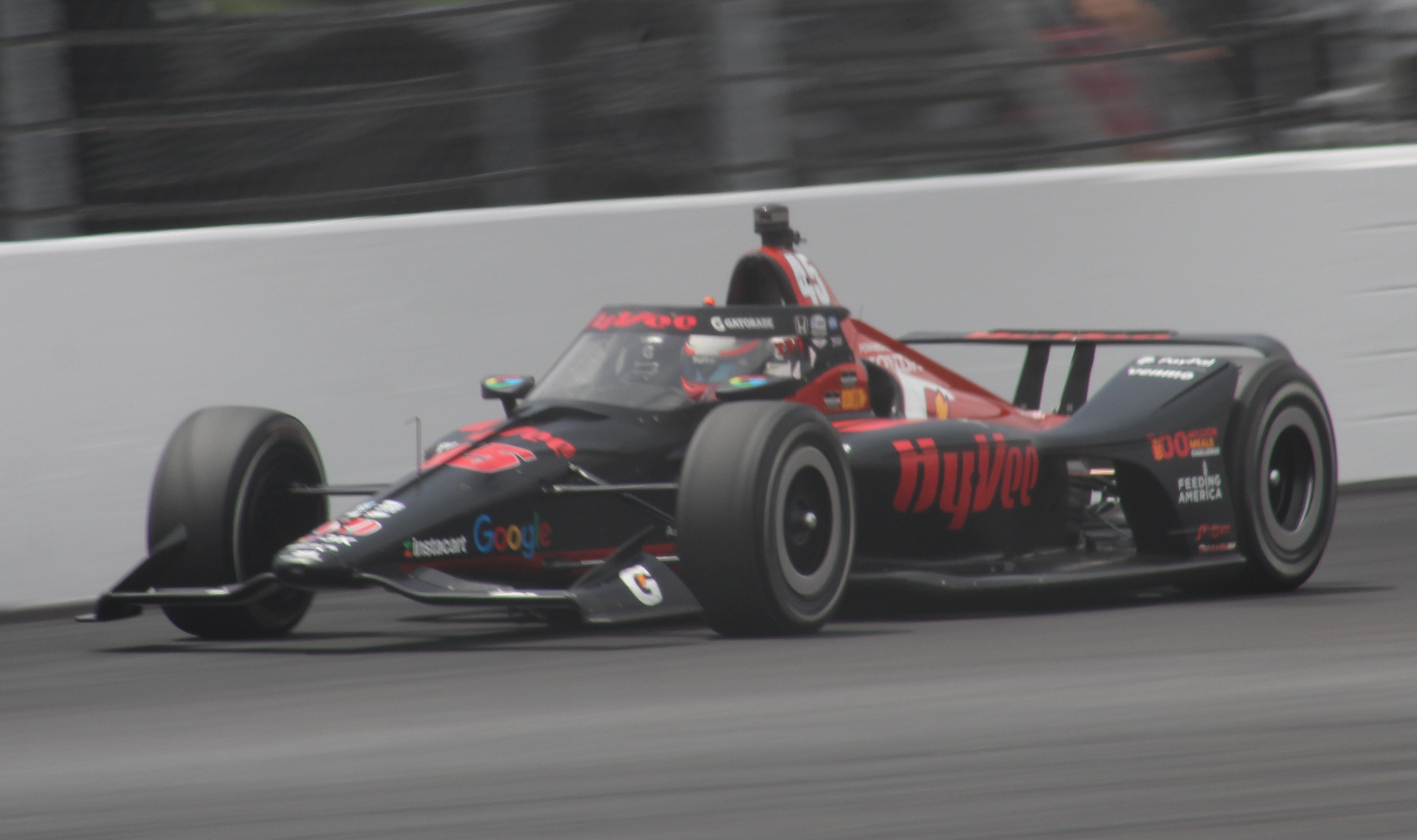
Lundgaard nas 500 Milhas de Indianápolis de 2023

Lundgaard seguiu na RLL em 2023, voltando a pilotar o carro nº 45, e nessa temporada, ele teve sua primeira pole na quinta rodada em Indianápolis, na qual terminou em quarto lugar. Sua primeira vitória viria cinco provas depois, em Toronto, na qual Lundgaard dominou, fazendo a pole, a volta mais rápida e liderando o maior número de voltas, se tornando também o primeiro e até agora único dinamarquês a triunfar na IndyCar Series. Ao todo, Lundgaard teve três aparições no Top-5 e nove aparições no Top-10, fechando o ano em oitavo, com 390 pontos, e sendo o melhor piloto da RLL no ano.

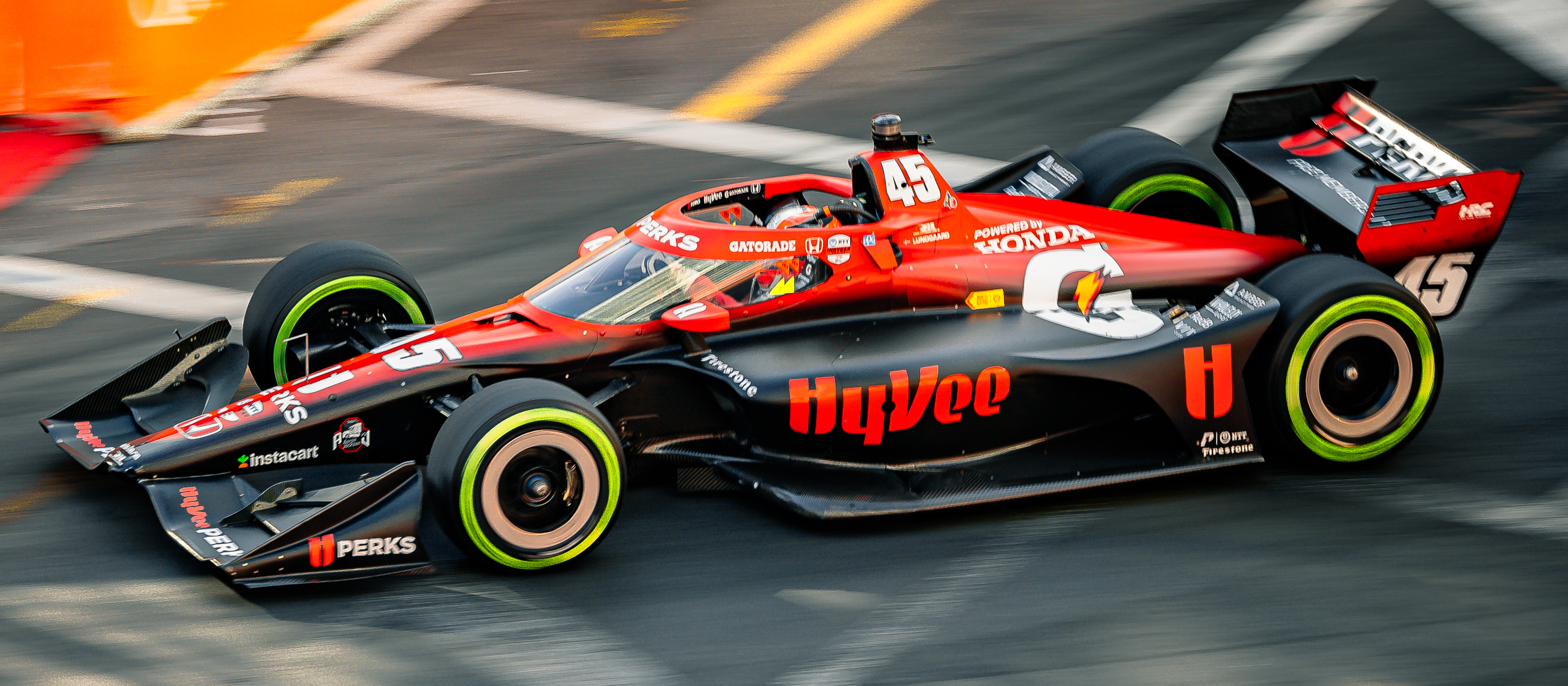
Lundgaard no GP de São Petersburgo de 2024

Em 2024, Lundgaard e Rahal tiveram a companhia de Pietro Fittipaldi, novo condutor do carro nº 30. O dinamarquês voltou a se destacar em Indianápolis, prova na qual ele fez uma brilhante estratégia com os pneus e anotou seu único pódio do ano, um terceiro lugar. Ele também teve bons momentos nas 500 Milhas de Indianápolis, onde liderou quatro voltas e fez a volta mais rápida, terminando em 13º. Com seis corridas entre os dez primeiros, Lundgaard foi o décimo primeiro colocado, com 312 pontos, sendo novamente o melhor piloto da RLL no ano.
Lundgaard anunciou sua saída da Rahal Letterman Lanigan antes do final da temporada, e Bobby Rahal, sócio da equipe, afirmou que os empresários do piloto dinamarquês tinham simplesmente ignorado suas propostas de renovação. Com isso, o estreante Louis Foster foi escolhido para substituir Lundgaard no carro 45.

#### Arrow McLaren
Em julho de 2024, foi anunciado que Lundgaard se juntaria à Arrow McLaren para pilotar o carro de número 7, anteriormente ocupado por Alexander Rossi, a partir de 2025. Seus companheiros serão Pato O'Ward e Nolan Siegel.

## Resultados

### Resumo da carreira
| Temporada | Categoria                             | Equipe                         | Corridas            | Vitórias            | Poles               | V.M.R.              | Pódios              | Pontos              | Pos.                |
| --------- | ------------------------------------- | ------------------------------ | ------------------- | ------------------- | ------------------- | ------------------- | ------------------- | ------------------- | ------------------- |
| 2017      | Campeonato SMP F4                     | MP Motorsport                  | 21                  | 10                  | 9                   | 10                  | 14                  | 292                 | 1º                  |
| 2017      | Fórmula 4 Espanhola                   | MP Motorsport                  | 20                  | 7                   | 7                   | 7                   | 17                  | 330                 | 1º                  |
| 2017      | Fórmula 4 Dinamarquesa                | Lundgaard Racing               | 3                   | 0                   | 0                   | 2                   | 1                   | 42                  | 11º                 |
| 2018      | Eurocopa de Fórmula Renault           | MP Motorsport                  | 20                  | 4                   | 4                   | 3                   | 10                  | 258                 | 2º                  |
| 2018      | Fórmula Renault NEC                   | MP Motorsport                  | 8                   | 2                   | 1                   | 3                   | 2                   | 48                  | 11º‡                |
| 2018      | GP3 Series                            | MP Motorsport                  | 2                   | 0                   | 0                   | 0                   | 0                   | 0                   | 23º                 |
| 2019      | Fórmula 3 FIA                         | ART Grand Prix                 | 16                  | 1                   | 2                   | 2                   | 2                   | 97                  | 6º                  |
| 2019      | Grande Prêmio de Macau                | ART Grand Prix                 | 1                   | 0                   | 0                   | 0                   | 0                   | N/A                 | 4º                  |
| 2019      | Fórmula 2                             | Trident                        | 2                   | 0                   | 0                   | 0                   | 0                   | 0                   | 23º                 |
| 2019      | Fórmula 3 Asiática (Série de inverno) | Pinnacle Motorsport            | 3                   | 0                   | 0                   | 0                   | 0                   | 0                   | NC†                 |
| 2020      | Fórmula 2                             | ART Grand Prix                 | 24                  | 2                   | 1                   | 2                   | 6                   | 149                 | 7º                  |
| 2021      | Fórmula 2                             | ART Grand Prix                 | 23                  | 0                   | 0                   | 0                   | 3                   | 50                  | 12º                 |
| 2021      | Fórmula 1                             | Alpine F1 Team                 | Piloto de simulador | Piloto de simulador | Piloto de simulador | Piloto de simulador | Piloto de simulador | Piloto de simulador | Piloto de simulador |
| 2021      | IndyCar Series                        | Rahal Letterman Lanigan Racing | 1                   | 0                   | 0                   | 0                   | 0                   | 19                  | 37º                 |
| 2022      | IndyCar Series                        | Rahal Letterman Lanigan Racing | 17                  | 0                   | 0                   | 0                   | 1                   | 323                 | 14º                 |
| 2023      | IndyCar Series                        | Rahal Letterman Lanigan Racing | 17                  | 1                   | 2                   | 1                   | 1                   | 390                 | 8º                  |
| 2024      | IndyCar Series                        | Rahal Letterman Lanigan Racing | 18                  | 0                   | 0                   | 1                   | 1                   | 312                 | 11º                 |
| 2025      | IndyCar Series                        | Arrow McLaren                  | 0                   | 0                   | 0                   | 0                   | 0                   | 0                   | ?                   |

‡ Lundgaard não tinha direito a pontos a partir da terceira rodada.
† Como Lundgaard era um piloto convidado, ele não tinha direito a pontos.

### Resultados completos na IndyCar Series
(Legenda) (Corridas em negrito indicam pole position) (Corridas em itálico volta mais rápida) (Corridas com asterisco (*) indicam que o piloto liderou por mais voltas)
| Ano  | Equipe                         | Chassi       | Nº | Motor     | 1      | 2      | 3      | 4      | 5     | 6       | 7      | 8      | 9      | 10     | 11     | 12     | 13    | 14     | 15     | 16     | 17     | 18     | Pos. | Pts. |
| ---- | ------------------------------ | ------------ | -- | --------- | ------ | ------ | ------ | ------ | ----- | ------- | ------ | ------ | ------ | ------ | ------ | ------ | ----- | ------ | ------ | ------ | ------ | ------ | ---- | ---- |
| 2021 | Rahal Letterman Lanigan Racing | Dallara DW12 | 45 | Honda     | ALA    | STP    | TXS    | TXS    | IMS   | INDY    | DET    | DET    | ROA    | MDO    | NSH    | IMS 12 | GTW   | POR    | LAG    | LBH    |        |        | 37º  | 19   |
| 2022 | Rahal Letterman Lanigan Racing | Dallara DW12 | 30 | Honda     | STP 11 | TXS 19 | LBH 18 | ALA 15 | IMS 9 | INDY 18 | DET 14 | ROA 10 | MDO 11 | TOR 8  | IOW 10 | IOW 26 | IMS 2 | NSH 8  | GTW 19 | POR 21 | LAG 5  |        | 14º  | 323  |
| 2023 | Rahal Letterman Lanigan Racing | Dallara DW12 | 45 | Honda     | STP 9  | TXS 19 | LBH 14 | ALA 6  | IMS 4 | INDY 19 | DET 16 | ROA 7  | MDO 4  | TOR 1* | IOW 20 | IOW 13 | NSH 9 | IMS 4  | GTW 17 | POR 11 | LAG 6  |        | 8º   | 390  |
| 2024 | Rahal Letterman Lanigan Racing | Dallara DW12 | 45 | Honda     | STP 18 | THE 9  | LBH 23 | ALA 6  | IMS 3 | INDY 13 | DET 11 | ROA 11 | LAG 15 | MDO 7  | IOW 22 | IOW 17 | TOR 7 | GTW 15 | POR 13 | MIL 9  | MIL 12 | NSH 19 | 11º  | 312  |
| 2025 | Arrow McLaren                  | Dallara DW12 | 7  | Chevrolet | STP    | THE    | LBH    | ALA    | IMS   | INDY    | DET    | GTW    | ROA    | MDO    | IOW    | IOW    | TOR   | LAG    | POR    | MIL    | NSH    |        | -    | 0    |

#### Resultados completos nas 500 Milhas de Indianápolis
| Ano  | Chassi  | Motor | Largada | Chegada | Equipe                         |
| ---- | ------- | ----- | ------- | ------- | ------------------------------ |
| 2022 | Dallara | Honda | 31      | 18      | Rahal Letterman Lanigan Racing |
| 2023 | Dallara | Honda | 30      | 19      | Rahal Letterman Lanigan Racing |
| 2024 | Dallara | Honda | 28      | 13      | Rahal Letterman Lanigan Racing |